# هرم بسيط
هرم بسيط أو حرم أو أم ثريب أو قرمل  (الاسم العلمي: Tetraena simplex)، هو نبات مُزهر ملحي، يوجد في المناطق القاحلة في غرب آسيا وإفريقيا. إنهُ نبات حولي ولديه تاريخ في الطب الشعبي العربي حيث كان يستخدم كمضاد للالتهابات.